# Орловський Микола Іванович
Мико́ла Іва́нович Орло́вський (* 15 травня 1900, Шаповалівка — † 21 лютого 1974, Київ) — український вчений-селекціонер. Бурякознавець.
1952 — доктор сільськогосподарських наук, професор Київського сільськогосподарського інституту, 1970 — заслужений діяч наук УРСР.

## Життєпис
1924 року закінчив Київський агрономічний інститут. В 1930–1941 роках — професор Київського сільськогосподарського інституту.
Учасник Другої світової війни. 1942 відкликаний з війська, завідує відділом — по 1969 — Всесоюзного НДІ цукрових буряків. 1969–1974 — старший науковий співробітник НДІ.
Його дослідження присвячені темі розробки теоретичних основ і методів селекції цукрових буряків.
Основна праця:
- «Основи біології цукрових буряків» — 1937, перевидання 1952 та 1961.

1973 року вийшла друком його робота «Етапи розвитку вітчизняної селекції цукрових буряків».